# 트리플 크라운 (농구)
트리플 크라운(Triple Crown)은 유럽의 프로농구팀들이 한 시즌 동안 자국의 최상위 리그 우승과 컵대회 우승, 그리고 유럽국가대항전(유로리그) 총 3개의 메이저 대회 우승을 달성한 것을 지칭하는 농구 용어로, 유럽의 프로농구팀들이 한 시즌 동안 달성할 수 있는 가장 높은 성적을 의미한다. 축구에서의 트레블과 비슷한 의미를 뜻한다. 오직 12개의 클럽만이 트리플 크라운을 달성했다.

## 트리플 크라운 달성 클럽 목록
| 시즌    | 클럽                       | 리그                          | 컵                         | 유럽 대회                 |
| ------- | -------------------------- | ----------------------------- | -------------------------- | ------------------------- |
| 1964-65 | 레알 마드리드              | 스패니시 내셔널 리그          | 스패니시 헤네랄리시모스 컵 | FIBA 유러피언 챔피언스 컵 |
| 1969-70 | 바레세 (이그니스)          | 이탈리안 A1 리그              | 이탈리안 컵                | FIBA 유러피언 챔피언스 컵 |
| 1972-73 | 바레세 (이그니스)          | 이탈리안 A1 리그              | 이탈리안 컵                | FIBA 유러피언 챔피언스 컵 |
| 1973-74 | 레알 마드리드              | 스패니시 내셔널 리그          | 스패니시 헤네랄리시모스 컵 | FIBA 유러피언 챔피언스 컵 |
| 1976-77 | 마카비 텔아비브            | 이스라엘리 프리미어 리그      | 이스라엘리 스테이트 컵     | FIBA 유러피언 챔피언스 컵 |
| 1980-81 | 마카비 텔아비브            | 이스라엘리 프리미어 리그      | 이스라엘리 스테이트 컵     | FIBA 유러피언 챔피언스 컵 |
| 1984-85 | 키보나                     | 유고슬라브 퍼스트 페더럴 리그 | 유고슬라브 컵              | FIBA 유러피언 챔피언스 컵 |
| 1986-87 | 올림피아 밀라노 (트레이서) | 이탈리안 A1 리그              | 이탈리안 컵                | FIBA 유러피언 챔피언스 컵 |
| 1989-90 | 스플리트 (유고플라스티카)  | 유고슬라브 퍼스트 페더럴 리그 | 유고슬라브 컵              | FIBA 유러피언 챔피언스 컵 |
| 1990-91 | 스플리트 (팝 84)           | 유고슬라브 퍼스트 페더럴 리그 | 유고슬라브 컵              | FIBA 유러피언 챔피언스 컵 |
| 1991-92 | 파르티잔                   | 유고슬라브 퍼스트 페더럴 리그 | 유고슬라브 컵              | FIBA 유러피언 리그        |
| 1996-97 | 올림피아코스               | 그리크 A1 리그                | 그리크 컵                  | FIBA 유로리그             |
| 2000-01 | 비르투스 볼로냐 (킨더)     | 이탈리안 A1 리그              | 이탈리안 컵                | 유로리그                  |
| 2000-01 | 마카비 텔아비브            | 이스라엘리 프리미어 리그      | 이스라엘리 스테이트 컵     | FIBA 슈프로리그           |
| 2002-03 | FC 바르셀로나              | 리가 ACB                      | 코파 델 레이               | 유로리그                  |
| 2003-04 | 마카비 텔아비브            | 이스라엘리 프리미어 리그      | 이스라엘리 스테이트 컵     | 유로리그                  |
| 2004-05 | 마카비 텔아비브            | 이스라엘리 프리미어 리그      | 이스라엘리 스테이트 컵     | 유로리그                  |
| 2005-06 | CSKA 모스크바              | 러시안 슈퍼 리그              | 러시안 컵                  | 유로리그                  |
| 2006-07 | 파나티나이코스             | 그리크 A1 리그                | 그리크 컵                  | 유로리그                  |
| 2008-09 | 파나티나이코스             | 그리크 A1 리그                | 그리크 컵                  | 유로리그                  |
| 2013-14 | 마카비 텔아비브            | 이스라엘리 프리미어 리그      | 이스라엘리 스테이트 컵     | 유로리그                  |
| 2014-15 | 레알 마드리드              | 스패니시 내셔널 리그          | 스패니시 헤네랄리시모스 컵 | 유로리그                  |

- 2000-01 시즌에는 유럽 챔피언이 두팀이 나왔다.: 마카비 텔아비브의 FIBA 유럽 FIBA 슈프로리그 우승과 킨더 볼로냐의 유로리그 바스켓볼 컴퍼니 유로리그 우승.
- 사루나스 야시케비시우스는 유럽 농구 역사상 트리플 크라운을 4번 경험한 유일한 선수이다. 트리플 크라운을 달성하였을 당시의 소속팀은 다음과 같다.: FC 바르셀로나 2002-03 시즌, 마카비 텔아비브 2003-04 & 2004–05 시즌, 파나티나이코스 2008-09 시즌.

## 클럽별 달성 횟수
| 클럽 | 트리플 크라운 |
| --- | ------------- |
| 마카비 텔아비브 | 6             |
| 레알 마드리드 | 3             |
| 바레세 | 2             |
| 스플리트 | 2             |
| 파나티나이코스 | 2             |
| 키보나 | 1             |
| 올림피아 밀라노 | 1             |
| [[파일:{{{국기그림-연방}}}\|22x20px\|border \|유고슬라비아 사회주의 연방공화국\|링크=유고슬라비아 사회주의 연방공화국]] 파르티잔 | 1             |
| 올림피아코스 | 1             |
| 비르투스 볼로냐 | 1             |
| FC 바르셀로나 | 1             |
| CSKA 모스크바 | 1             |

## 국가별 (리그별) 달성 횟수
| 국가         | 리그                          | 트리플 크라운 |
| ------------ | ----------------------------- | ------------- |
| 이스라엘     | 이스라엘리 바스켓볼 슈퍼 리그 | 6             |
| 이탈리아     | 레가 바스켓 세리에 A          | 4             |
| 유고슬라비아 | 유고슬라브 퍼스트 페더럴 리그 | 4             |
| 스페인       | 리가 ACB                      | 4             |
| 그리스       | 그리크 바스켓 리그            | 3             |
| 러시아       | 러시안 바스켓볼 슈퍼 리그     | 1             |

## 스몰 트리플 크라운

### 2등급
유럽의 프로농구팀들이 한 시즌 동안 자국의 최상위 리그 우승과 컵대회 우승, 그리고 2등급의 유럽국가대항전(FIBA 유러피언 컵 위너스 컵 / FIBA 유러피언 컵, 또는 유로컵) 우승을 달성하는 것을 말하며, 이를 "스몰 트리플 크라운"이라고 말한다.
| 시즌    | 클럽                     | 리그                       | 컵               | 유럽 대회                  |
| ------- | ------------------------ | -------------------------- | ---------------- | -------------------------- |
| 1971-72 | 올림피아 밀라노 (시멘탈) | 이탈리안 A1 리그           | 이탈리안 컵      | FIBA 유러피언 컵 위너스 컵 |
| 1987-88 | 리모주 CSP               | 프렌치 1A 리그             | 투흐누아 데 아스 | FIBA 유러피언 컵 위너스 컵 |
| 1993-94 | 올림피아 (스멜트)        | 슬로베니안 프리미어 A 리그 | 슬로베니안 컵    | FIBA 유러피언 컵           |
| 2008-09 | 리에투보스 리타스        | 리투아니안 리그 (LKL)      | LKF 컵           | 유로컵                     |

### 3, 4등급
유럽의 프로농구팀들이 한 시즌 동안 자국의 최상위 리그 우승과 컵대회 우승, 그리고 3등급(FIBA 코라크 컵 또는 FIBA 유로챌린지) 또는 4등급(FIBA 유로컵 챌린지)의 유럽국가대항전 우승을 달성하는 것을 말한다.
| 시즌    | 클럽                        | 리그                          | 컵                   | 유럽 대회                  |
| ------- | --------------------------- | ----------------------------- | -------------------- | -------------------------- |
| 1976-77 | 스플리트 (유고플라스티카)   | 유고슬라브 퍼스트 페더럴 리그 | 유고슬라브 컵        | FIBA 코라크 컵 (3등급)     |
| 1978-79 | 파르티잔                    | 유고슬라브 퍼스트 페더럴 리그 | 유고슬라브 컵        | FIBA 코라크 컵 (3등급)     |
| 1982-83 | 리모주 CSP                  | 프렌치 나쇼날레 1             | 프렌치 페더레이션 컵 | FIBA 코라크 컵 (3등급)     |
| 1986-87 | FC 바르셀로나               | 리가 ACB                      | 코파 델 레이         | FIBA 코라크 컵 (3등급)     |
| 1995-96 | 에페스 필센                 | 터키쉬 바스켓볼 리그          | 터키쉬 컵 바스켓볼   | FIBA 코라크 컵 (3등급)     |
| 1999-00 | 리모주 CSP                  | LNB 프로 A                    | 쿠프 드 프랑스       | FIBA 코라크 컵 (3등급)     |
| 2004-05 | CSU 아세소프트 플로이에슈티 | 루마니안 디비지아 A           | 루마니안 바스켓볼 컵 | FIBA 유로컵 챌린지 (4등급) |
| 2011-12 | 베식타쉬                    | 터키쉬 바스켓볼 리그          | 터키쉬 컵 바스켓볼   | FIBA 유로챌린지 (3등급)    |

## 대한민국에서의 트리플 크라운
대한민국 농구계에서의 트리플 크라운은 크게 두가지로 분류되는데 하나는 선수 개인이 정규리그 MVP, 올스타전 MVP, 챔피언 결정전 MVP를 모두 수상하는 것을 말하며 이 기록은 2007-08 시즌 김주성이 유일하다. 나머지 하나는 구단이 정규리그 우승과 구단 소속 선수중에서 MVP와 신인상을 배출하는 것을 말하며 이 기록은 2001-02 시즌 대구 오리온스가 유일하다.

## 같이 보기
- 유로리그